# River Bewl
Der River Bewl ist ein Wasserlauf in Kent, England. Er entsteht am östlichen Rand des Bewl Water Stausees, das er an dessen Nordseite südöstlich von Lamberhurst verlässt. Er fließt in nördlicher Richtung bis zur Mündung in den River Teise.